# 日本!食紀行
『日本!食紀行』（にっぽんしょくきこう）とは、民間放送教育協会（民教協）制作の食育をテーマとしたドキュメンタリー番組である。テレビ朝日では2013年4月14日から2015年3月8日まで放送された。

## 番組概要
『学びEye!』の後番組としてスタート。主に「食」をテーマとしている。
民教協加盟のテレビ局が放送しており、首都圏では民教協事務局を運営するテレビ朝日が放送しているが、各地域では放送する系列が異なる。また、一部の民教協非加盟局が遅れて放送を行っている。

## 放送リスト
放送日はテレビ朝日基準。
| 1  | 4月14日  | 春爛漫の瀬戸内を味わう 前編 メバルがつなぐ 島の暮らしに学ぶ    | 山口放送     |  |
| 2  | 4月21日  | 春爛漫の瀬戸内を味わう 後編 笑顔を届ける鯛料理に学ぶ           | 山口放送     |  |
| 3  | 4月28日  | 潮風が育てるサラダたまねぎ ～地域再生の営みに学ぶ～            | 熊本放送     |  |
| 4  | 5月5日   | 城下町金沢に学ぶ!～茶屋街発"新押し寿司"～                      | 北陸放送     |  |
| 5  | 5月12日  | 復活!伝統の味 江戸東京野菜に学ぶ                               | テレビ朝日   |  |
| 6  | 5月19日  | 漁村カフェの絶品刺身! ～住民の絆に学ぶ～                       | 四国放送     |  |
| 7  | 5月26日  | 上杉の城下町に学ぶ ～いまに受け継がれる伝統食～                | 山形放送     |  |
| 8  | 6月2日   | ラーメンで朝食を! ～地域の伝統と絆に学ぶ～                     | 静岡放送     |  |
| 9  | 6月9日   | 共働き日本一!福井 男の台所～お料理とうさんに学ぶ～             | 福井放送     |  |
| 10 | 6月23日  | 山菜・きのこ採りの仙人 ～八ヶ岳の行列店に学ぶ～                | 山梨放送     |  |
| 11 | 7月7日   | 日本一のあさり ～愛知・三河湾 奇跡の海に学ぶ～                 | メ〜テレ     |  |
| 12 | 7月14日  | 自然と話し合え!北海シマエビ漁に学ぶ                            | 北海道放送   |  |
| 13 | 7月21日  | 心の栄養 満点ランチ ～日替わりシェフに学ぶ～                   | 秋田放送     |  |
| 14 | 7月28日  | 復活!養殖銀ザケ ～新・サケ養殖の地に学ぶ～                     | 日本海テレビ |  |
| 15 | 8月4日   | 薩摩の鰹節ここにあり! ～鰹節生産量日本一のご当地グルメに学ぶ～ | 南日本放送   |  |
| 16 | 8月11日  | 江戸前アナゴの美味と粋 ～アナゴに賭ける江戸っ子に学ぶ～        | テレビ朝日   |  |
| 17 | 8月18日  | 讃岐うどんを支える島～いりこの島に学ぶ～                       | 西日本放送   |  |
| 18 | 9月1日   | 自然の恵みに感謝!沖縄・伊是名島の暮らしに学ぶ                  | 沖縄テレビ   |  |
| 19 | 9月15日  | 麸の魅力 再発見!! ～名水が生む絶品の麸に学ぶ～                 | 山形放送     |  |
| 20 | 9月22日  | 海の宝石 海ぶどう～養殖技術開発への思いに学ぶ～                | 琉球放送     |  |
| 21 | 9月29日  | カレーに込めた雲上のもてなし〜富士山の手作り料理に学ぶ〜       | 静岡放送     |  |
| 22 | 10月6日  | 日本一の青森にんにく!28歳のチャレンジに学ぶ                    | 青森放送     |  |
| 23 | 10月13日 | 帰ってきた川の宝 ～復活した"多摩川の鮎"に学ぶ～                | テレビ朝日   |  |
| 24 | 10月20日 | いいものを高く売れ!こだわりの泳ぐホタテ                        | IBC岩手放送  |  |
| 25 | 10月27日 | 合戦!関門海峡たこ ～夫婦船の漁に学ぶ～                         | RKB毎日放送  |  |
| 26 | 11月3日  | 大阪・岸和田だんじり祭 ～パワーの源は"オカンの味"～            | 朝日放送     |  |
| 27 | 11月10日 | 受け継がれる伝統の川漁 ～四万十川に学ぶ～                      | 高知放送     |  |
| 28 | 11月24日 | 畑と食卓をつなぐサラダ ～野菜ソムリエに学ぶ～                  | 秋田放送     |  |
| 29 | 12月1日  | うまい肉にはドラマがある ～日本一!宮崎牛の復活力に学ぶ～       | 宮崎放送     |  |
| 30 | 12月8日  | 幻のもち米 新大正糯 ～富山・日本一の餅好き文化に学ぶ～         | 北日本放送   |  |
| 31 | 12月15日 | そば道楽の極意 ～信州の山郷に学ぶ～                            | 信越放送     |  |
| 32 | 12月22日 | 奇跡の復活 会津地鶏～会津士魂に学ぶ～                          | 福島テレビ   |  |

| 33 | 1月5日   | じゃこ天Lovers ～ 平均年齢70歳!宇和島の元気母ちゃんに学ぶ ～          | 南海放送     |  |
| 34 | 1月12日  | 世界に出前! "佐伯寿司" ～まちおこしグルメの海外戦略に学ぶ～           | 大分放送     |  |
| 35 | 1月19日  | 鮭に感謝! 越後村上 ～城下町を支えた伝統食に学ぶ～                     | 新潟放送     |  |
| 36 | 1月26日  | 三陸のカキ復活!これが、おらほ～の「うまい牡蠣」だ                     | 東北放送     |  |
| 37 | 2月2日   | ご縁を結ぶ神社そば ～島根・奥出雲のそば文化に学ぶ～                   | 山陰放送     |  |
| 38 | 2月9日   | 黄金のいぶりがっこ～里山の野菜農家に学ぶ～                            | 秋田放送     |  |
| 39 | 2月16日  | これがちゃんぽんだ!本物にこだわる料理人に学ぶ                         | 長崎放送     |  |
| 40 | 2月23日  | ぶちうまい!幻の広島カキ ～0年カキに魅せられた男たちに学ぶ～           | 中国放送     |  |
| 41 | 3月2日   | SEASON ～知床に海の四季を学ぶ①「春・夏」編～                          | 北海道放送   |  |
| 42 | 3月9日   | SEASON ～知床に海の四季を学ぶ②「秋・冬」編～                          | 北海道放送   |  |
| 43 | 4月13日  | 癒されるうどん 鳴ちゅる                                               | 四国放送     |  |
| 44 | 4月20日  | 伝えたい!くせモノたちの知られざる味 ～相模湾発 売れない魚に恋した男～ | 静岡放送     |  |
| 45 | 4月27日  | とんこつがあるけん博多たい!～人情と心意気の一杯～                     | RKB毎日放送  |  |
| 46 | 5月4日   | 熊本・八代産 塩トマトは海からの贈りもの                               | 熊本放送     |  |
| 47 | 5月11日  | 加賀百万石のおもてなし～郷土料理・治部                                | 北陸放送     |  |
| 48 | 5月18日  | 復活!江戸前はまぐり 東京湾 伝統の味                                   | テレビ朝日   |  |
| 49 | 5月25日  | 殿様が愛したスイーツ ～城下町 松江は和菓子とともに～                  | 日本海テレビ |  |
| 50 | 6月1日   | 鱧おこし!町おこし! 鹿児島・志布志の絶品ハモ丼ぶり                     | 南日本放送   |  |
| 51 | 6月8日   | こんじきの恵み～土佐清水市の宗田節～                                  | 高知放送     |  |
| 52 | 6月29日  | 能登に"福"来たる! ～漁獲量日本一 能登ふぐ                             | 北陸放送     |  |
| 53 | 7月6日   | 復興!伊豆大島 みんなを笑顔に お母ちゃんの味                           | テレビ朝日   |  |
| 54 | 7月13日  | 巨大寿司につまった想い ～高知発!伝統のこけらずし～                    | 高知放送     |  |
| 55 | 7月20日  | 夫婦の夢の実は甘くてすっぱい ～唐津・加部島の甘夏～                   | RKB毎日放送  |  |
| 56 | 7月27日  | 幻の蕎麦、野菜 山村を救う                                             | 静岡放送     |  |
| 57 | 8月10日  | 日本海の港町に息づく 西洋風郷土料理                                   | 山形放送     |  |
| 58 | 8月17日  | 昔ながらの島の小さな食堂 ～瀬戸内・祝島～                             | 山口放送     |  |
| 59 | 8月24日  | 富士北麓 伝統のこんぶ料理～めまき～                                   | 山梨放送     |  |
| 60 | 8月31日  | 森の中のパン屋さん～手作り石窯で焼く天然酵母パン～                    | 青森放送     |  |
| 61 | 9月7日   | 冬だけじゃない!年中美味い若狭ふぐ                                     | 福井放送     |  |
| 62 | 9月14日  | かすべ踊る曳山まつり～秋田土崎・港町の祭食～                          | 秋田放送     |  |
| 63 | 9月21日  | キュウリ愛で美味百倍                                                  | 福島テレビ   |  |
| 64 | 9月28日  | 笑おう!食べよう!～木小屋のおっちゃんが伝えたいこと～                  | 山口放送     |  |
| 65 | 10月5日  | 森と人と薪窯パン                                                      | 信越放送     |  |
| 66 | 10月12日 | ここで生きる さき子さんの農漁家レストラン                             | 東北放送     |  |
| 67 | 10月19日 | "家宝"のだだちゃ豆～受け継がれる絶品！枝豆～                          | 山形放送     |  |
| 68 | 11月2日  | 南の島の食の風景 ～沖縄・ケラマブルーの島に生きる～                   | 琉球放送     |  |
| 69 | 11月9日  | 飴色の宝石 ～ 秋田・八郎湖の絶品ワカサギ料理 ～                       | 秋田放送     |  |
| 70 | 11月16日 | むすぶ～小豆島・千枚田と生きる～                                      | 西日本放送   |  |
| 71 | 11月23日 | 古都・首里の熟成ものがたり                                            | 沖縄テレビ   |  |
| 72 | 11月30日 | 最北の海女!潜って生きて80歳                                           | 北海道放送   |  |
| 73 | 12月7日  | 60年ねかせたご当地ラーメン ～鳥取牛骨ラーメン～                       | 山陰放送     |  |
| 74 | 12月14日 | 昆布大好き!越中人 ～バイセンが運んだ富山の昆布食文化～                | 北日本放送   |  |
| 75 | 12月21日 | 美味!宮崎産キャビア～ふるさとに新名物を!～                            | 宮崎放送     |  |
| 76 | 12月28日 | 味よし 香りよし 見た目よし ～豊後水道の新ブランド かぼすブリ～        | 大分放送     |  |

| 77 | 1月11日        | 日本一小さなワイナリー！～自給自足シェフの挑戦～        | 青森放送    |  |
| 78 | 1月19日        | 天下をとれ!愛知きしめん戦国絵巻                         | メ〜テレ    |  |
| 79 | 1月25日        | ろくでナシから貴婦人へ 雪国がうんだ奇跡のフルーツ       | 新潟放送    |  |
| 80 | 2月1日 →3月8日 | 南部鮭に愛を込めて ～鮭一筋65年!鮭博士の恩返し～        | IBC岩手放送 |  |
| 81 | 2月8日         | 鰤の島...戸島 ～愛媛県宇和島市 ブリ食堂奮闘記～         | 南海放送    |  |
| 82 | 2月15日        | 酒都に伝わる名物料理!〜びしょ鍋に学ぶ日本酒の力         | 中国放送    |  |
| 83 | 2月22日        | 生まれも育ちも但馬! 〜黒毛和牛のルーツ・但馬牛の今      | 朝日放送    |  |
| 84 | 3月1日         | 中倉さんちの食べ物絵ごよみ ～季節のごちそう召し上がれ～ | 長崎放送    |  |

## エンディングテーマ
- 柏木広樹「Bom Dia !」

## 放送局
第43回（テレビ朝日2014年4月13日放送分）からは、字幕放送を実施している。
| 放送地域       | 放送局       | 放送系列                      | 放送日時           | 遅れ         |
| 同時ネット局   | 同時ネット局 | 同時ネット局                  | 同時ネット局       | 同時ネット局 |
| -------------- | ------------ | ----------------------------- | ------------------ | ------------ |
| 関東広域圏     | テレビ朝日   | テレビ朝日系列                | 日曜 6:00 - 6:30   | [ 6 ]        |
| 中京広域圏     | メ〜テレ     | テレビ朝日系列                | 日曜 6:00 - 6:30   | [ 6 ]        |
| 近畿広域圏     | 朝日放送     | テレビ朝日系列                | 日曜 6:00 - 6:30   | [ 6 ]        |
| 時差ネット局   |              |                               |                    |              |
| 北海道         | 北海道放送   | TBS系列                       | 日曜 6:00 - 6:30   | 7日遅れ      |
| 青森県         | 青森放送     | 日本テレビ系列                | 月曜 10:25 - 10:55 | 8日遅れ      |
| 岩手県         | IBC岩手放送  | TBS系列                       | 日曜 5:45 - 6:15   | 14日遅れ     |
| 宮城県         | 東北放送     | TBS系列                       | 日曜 6:00 - 6:30   | 7日遅れ      |
| 秋田県         | 秋田放送     | 日本テレビ系列                | 水曜 10:25 - 10:55 | 3日遅れ      |
| 山形県         | 山形放送     | 日本テレビ系列                | 金曜 10:55 - 11:25 | 5日遅れ      |
| 福島県         | 福島テレビ   | フジテレビ系列                | 火曜 15:26 - 15:56 | 2日遅れ      |
| 新潟県         | 新潟放送     | TBS系列                       | 土曜 6:00 - 6:30   | 6日遅れ      |
| 富山県         | 北日本放送   | 日本テレビ系列                | 火曜 10:25 - 10:55 | 2日遅れ      |
| 石川県         | 北陸放送     | TBS系列                       | 土曜 6:00 - 6:30   | 13日遅れ     |
| 福井県         | 福井放送     | 日本テレビ系列 テレビ朝日系列 | 金曜 10:20 - 10:50 | 12日遅れ     |
| 山梨県         | 山梨放送     | 日本テレビ系列                | 日曜 6:30 - 7:00   | 7日遅れ      |
| 長野県         | 信越放送     | TBS系列                       | 日曜 5:45 - 6:15   | 14日遅れ     |
| 静岡県         | 静岡放送     | TBS系列                       | 日曜 5:45 - 6:15   | 14日遅れ     |
| 鳥取県・島根県 | 日本海テレビ | 日本テレビ系列                | 日曜 6:30 - 7:00   | 14日遅れ     |
| 鳥取県・島根県 | 山陰放送     | TBS系列                       | 火曜 10:00 - 10:30 | 9日遅れ      |
| 広島県         | 中国放送     | TBS系列                       | 日曜 5:45 - 6:15   | 7日遅れ      |
| 山口県         | 山口放送     | 日本テレビ系列                | 月曜 9:30 - 10:00  | 15日遅れ     |
| 徳島県         | 四国放送     | 日本テレビ系列                | 水曜 10:55 - 11:25 | 10日遅れ     |
| 香川県・岡山県 | 西日本放送   | 日本テレビ系列                | 日曜 6:30 - 7:00   | 7日遅れ      |
| 愛媛県         | 南海放送     | 日本テレビ系列                | 日曜 6:30 - 7:00   | 14日遅れ     |
| 高知県         | 高知放送     | 日本テレビ系列                | 日曜 6:30 - 7:00   | 7日遅れ      |
| 福岡県         | RKB毎日放送  | TBS系列                       | 日曜 6:15 - 6:45   | 7日遅れ      |
| 長崎県         | 長崎放送     | TBS系列                       | 土曜 6:00 - 6:30   | 13日遅れ     |
| 熊本県         | 熊本放送     | TBS系列                       | 火曜 10:25 - 10:55 | 2日遅れ      |
| 大分県         | 大分放送     | TBS系列                       | 日曜 6:15 - 6:45   | 7日遅れ      |
| 宮崎県         | 宮崎放送     | TBS系列                       | 金曜 10:50 - 11:20 | 12日遅れ     |
| 鹿児島県       | 南日本放送   | TBS系列                       | 木曜 13:55 - 14:25 | 11日遅れ     |
| 沖縄県         | 琉球放送     | TBS系列                       | 木曜 10:50 - 11:20 | 11日遅れ     |
| 沖縄県         | 沖縄テレビ   | フジテレビ系列                | 日曜 6:30 - 7:00   | 21日遅れ     |

## 再放送
以下は民教協には加盟していないが、趣旨に賛同して放送している放送局。
- BS朝日　金曜 5:25 - 6:25（約100日遅れ[13]）
- テレ朝チャンネル2 ニュース・スポーツ（民教協幹事局であるテレビ朝日が運営しているCS放送チャンネル）　金曜 22:30 - 23:00（約11ヶ月遅れ）
- TOKYO MX　水曜 20:00 - 20:30（1年遅れ）
- 群馬テレビ　月曜 21:30 - 22:00、再放送日曜10:30 - 11:00（いずれも1年遅れ）